# Graumantel-Zaunkönig
Der Graumantel-Zaunkönig (Odontorchilus branickii) ist eine Vogelart aus der Familie der Zaunkönige (Troglodytidae), die in Kolumbien, Ecuador, Peru und Bolivien verbreitet ist. Der Bestand wird von der IUCN als nicht gefährdet (Least Concern) eingeschätzt.

## Merkmale
Der Graumantel-Zaunkönig erreicht eine Körperlänge von etwa 12,0 cm bei einem Gewicht von ca. 9,0 bis 10,2 g. Er hat undeutlichen gräulich bis weißen Überaugenstreif, graubraune Ohrdecken mit grauweißen Streifen. Der Oberkopf ist braun, die Schultern und der Rücken sind mittelgrau, welches am Bürzel ins Bräunliche übergeht. Die Handschwingen, die Armschwingen sind etwas dunkler grau als die Rückenfärbung. Der Schwanz ist mittelgrau mit auffälligen schwarzen Binden. Die äußeren Steuerfedern haben eine weiße subterminaler Binde, die man von der Unterseite sehen kann. Die Unterseite ist weißlich mit etwas gelbbrauner Tönung. Die Unterschwanzdecken haben deutliche schwarze Querstreifen. Die Augen sind braun, der Oberschnabel schwarz, der Unterschnabel silbergrau. Die Beine sind grau. Beide Geschlechter ähneln sich. Jungtiere sind auf der Unterseite etwas gelb bräunlicher und das Braun am vorderen Oberkopf ist matter.

## Verhalten und Ernährung
Wenig Daten zur Nahrung des Graumantel-Zaunkönigs sind bekannt. Bei Untersuchung einiger Bälge wurden im Magen ausschließlich Wirbellose entdeckt. Er sucht sein Futter in den Straten der Waldbaumkronen. Er ist oft alleine unterwegs oder mischt sich regelmäßig in andere Gruppen beispielsweise mit Tangaren und Bekarden (Pachyramphus Gould & Gray, GR, 1840).

## Lautäußerungen
Der Gesang des Graumantel-Zaunkönigs besteht aus hohem metallischen Getriller in einheitlicher Tonhöhe, die schneller und deutlicher geträllert werden als dies beim Zahnschnabel-Zaunkönig der Fall ist. Er erinnert eher an den Gesang von nordamerikanischen Waldsängern, als an den von anderen Zaunkönigen. Der Ruf besteht aus einem hohen si-si-si, was auch atypisch für einen Zaunkönig ist.

## Fortpflanzung
Die Brutbiologie des Graumantel-Zaunkönigs ist bisher nicht erforscht bzw. es liegen keine gesicherten Daten vor.

## Verbreitung und Lebensraum

Verbreitungsgebiet des Graumantel-Zaunkönigs

Der Graumantel-Zaunkönig bevorzugt feuchte subtropische und höhere tropische Wälder. Hier kommt er meist in Höhenlagen zwischen 1400 und 2200 Metern vor, gelegentlich auch höher. An den pazifiknahen Berghängen kommt er in Höhenlagen von 800 bis 1100 Metern vor.

## Migration
Der Graumantel-Zaunkönig ist wahrscheinlich ein Standvogel.

## Unterarten
Es sind zwei Unterarten bekannt:
- Odontorchilus branickii branickii (Taczanowski & von Berlepsch, 1885)[3] ist vom Süden Kolumbiens über den Osten Ecuadors, Peru bis in den Westen Boliviens verbreitet.
- Odontorchilus branickii minor (Hartert, E, 1900) kommt im Südwesten Kolumbiens und dem Nordwesten Ecuadors vor. Diese Unterart ist kleiner. Die Streifen an den zentralen Steuerfedern sind nur rudimentär vorhanden.[1]

## Etymologie und Forschungsgeschichte
Die Erstbeschreibung des Graumantel-Zaunkönigs erfolgte 1885 durch Władysław Taczanowski und Hans Hermann Carl Ludwig von Berlepsch unter dem wissenschaftlichen Namen Odontorhynchus branickii. Das Typusexemplar stammte aus der Sammlung von Graf Konstanty Grzegorz Branicki (1824–1884) wurde von Jan Stanisław Sztolcman (1854–1928) gesammelt. 1915 führten Charles Wallace Richmond die für die Wissenschaft neue Gattung Odontorchilus für den Zahnschnabel-Zaunkönig (Odontorchilus cinereus (von Pelzeln, 1868)) ein, da Odontorhynchus bereits durch Odontorhynchus Leach, 1830 belegt war. Dieser Name leitet sich von »odous, odontos οδους, οδοντος« für »Zahn« und »orkhilos ορχιλος« für »Zaunkönig« ab. Der Artname »branickii« ehrte den ehemaligen Besitzer des Typusexemplars. »Minor« ist das lateinische Wort für »kleiner«.